# John Wesley
John Wesley (født 28. juni 1703, død 2. marts 1791) var en kendt engelsk teolog, der sammen med broderen Charles Wesley regnes for at være grundlægger af den metodistiske bevægelse.